# P.T.
P.T., sigla di Playable Teaser (P.T. (ピーティー)?, Pītī, lett. "Teaser giocabile"), è un videogioco survival horror in prima persona sviluppato da Kojima Productions, sotto lo pseudonimo di 7780s Studio, e pubblicato da Konami in esclusiva per PlayStation 4. Il gioco è stato diretto e progettato da Hideo Kojima, in collaborazione con il regista Guillermo del Toro.
Distribuito in tutto il mondo il 12 agosto 2014 su PlayStation Network e disponibile tramite download gratuito, P.T. rappresentava un teaser interattivo per il videogioco Silent Hills, nuovo capitolo della serie Silent Hill inizialmente previsto per il 2016, ma successivamente annullato. Nell'aprile 2015 Konami ha rimosso P.T. dal PlayStation Store e disabilitato la sua installazione. Tale decisione ha suscitato numerose critiche e portato alla creazione di numerose repliche da parte dei fan.
P.T. è stato acclamato dalla critica per la sua regia, la criptica trama e l'elevata tensione, tipica del genere survival horror.

## Trama

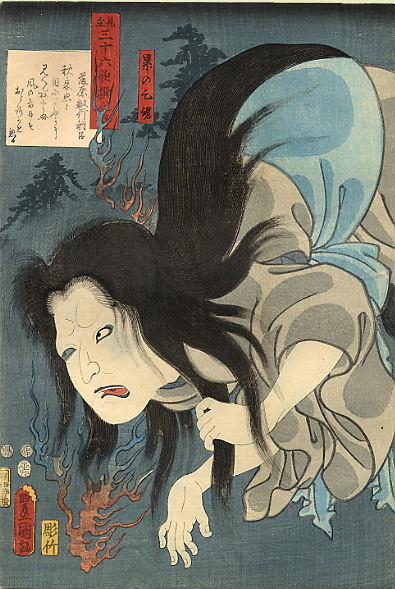
Il fantasma Lisa è stato definito molto simile allo yūrei, figura mitologica del folclore giapponese

P.T. inizia con un protagonista senza nome che si sveglia in una piccola stanza con una porta che conduce ad un misterioso corridoio a L percorribile all'interno di una casa. Uscire dalla porta in fondo al corridoio vuol dire solo ricominciare dalla porta iniziale, in modo simile ad una scala di Penrose, e a ogni giro di corridoio, quest'ultimo muta elementi o genera una differente serie di eventi. Lungo il corridoio, quando il protagonista si avvicina ad un mobile, una radio riferisce di un caso di omicidio in famiglia, commesso dal padre, e successivamente menziona altri due casi esattamente simili.
Procedendo il protagonista incontra un fantasma dalle sembianze di donna, ostile ed aggressivo, presumibilmente chiamato Lisa, ed entrando nel bagno ottiene una torcia elettrica e trova nel lavandino una creatura simile a un feto sottosviluppato. Uscendo, il fantasma rimane a fissarlo. Se il protagonista viene attaccato dal fantasma, si risveglia nella prima stanza del gioco, riprendendo il ciclo del corridoio. Nella stanza del risveglio un sacchetto di carta insanguinato si muove e parla, accennando ad una esperienza inquietante e dichiarando: «Fa' attenzione. La fessura nella porta... è una realtà separata. Solo io sono io. Sei sicuro che solo tu sei tu?».
Nei cicli di corridoio che seguono appare un frigorifero appeso al soffitto, da cui cola del sangue, mentre si ode il suono di un bambino che piange. Ciò accade più volte, ed ogni volta il protagonista ne percepisce il suono in modo amplificato. Proseguendo, la stessa radio emette un messaggio in lingua svedese che fa riferimento al dramma radiofonico del 1938, interpretato da Orson Welles, War of the Worlds. Nei cicli successivi, la situazione va via via compromettendosi: le lampade cambiano colore, i quadri prendono vita, la visione del protagonista va in offuscamento e la sua velocità di spostamento accelera in modo anormale, con un insieme di illusioni ottiche inquietanti. Guardando attraverso il buco nel muro che si affaccia sul bagno, il personaggio giocante assiste alla ricostruzione sonora di un omicidio. Quando scende il silenzio, si apre la porta del bagno ed entrando il feto nel lavandino parla al protagonista, che scopre così di aver perso il proprio lavoro dieci mesi prima, rintanandosi nell'alcolismo, mentre sua moglie era costretta a un contratto di lavoro a tempo parziale come cassiera, ottenuto da un manager sessualmente attratto da lei. A questo punto il gioco infrange la quarta parete: il corridoio si destabilizza e il protagonista ode una voce ripetere costantemente «2-0-4-8-6-3», mentre la propria visione si altera e sbalza in modo simile a una registrazione su nastro magnetico; successivamente il gioco visualizza un finto messaggio di crash informatico diverso in ogni partita tra cui uno che recita: «Questo è un gioco di pura fantasia. Non può farti del male in nessun modo».
Al riavvio, il protagonista si risveglia nuovamente nella piccola stanza iniziale. Il ciclo del corridoio continua e tramite la soluzione dell'ultimo intricato enigma squilla un telefono su un mobile e la voce della radio pronuncia: «Sei stato scelto». Il protagonista vede la porta sbloccarsi e lascia la casa.
Nel video che chiude la trama, la voce della radio narra di aver vissuto una vita normale fino a quando suo padre non ha ucciso lui e la sua famiglia. La voce minaccia che tornerà con dei "nuovi giocattoli". Il protagonista, rivelandosi interpretato da Norman Reedus, cammina e si allontana nelle strade di una città deserta, mentre scorrono i titoli di coda che rivelano la vera natura di P.T. come teaser giocabile di Silent Hills e di Kojima e del Toro come i suoi autori.

## Modalità di gioco
A differenza della prospettiva in terza persona tipica dei giochi di Silent Hill, P.T. utilizza una prospettiva di prima persona e differisce per via della mancata capacità da parte del protagonista di difendersi con armi da fuoco, incentrandosi su un personaggio giocante senza nome, controllato dal giocatore, che si muove in una casa e sperimenta eventi soprannaturali. Le aree esplorabili della casa sono costituite da un lungo corridoio a forma di L con due stanze adiacenti: un bagno e una scalinata che conduce a una porta che, una volta aperta, fa ricominciare il corridoio in un ciclo infinito. Le sole azioni che il giocatore può compiere sono camminare e zoomare la visuale del protagonista. Per progredire e completare il gioco, il giocatore deve indagare sugli eventi che si susseguono nel corridoio e risolvere enigmi.
Ogni volta che un ciclo di corridoio è completato con successo, l'ambiente di gioco si modifica ed altera i propri elementi, generando nuovi eventi. L'unico avversario del gioco è il fantasma ostile chiamato Lisa. Se il fantasma prende il personaggio giocante, questo viene riportato all'inizio dell'ultimo ciclo di corridoio.

## Sviluppo

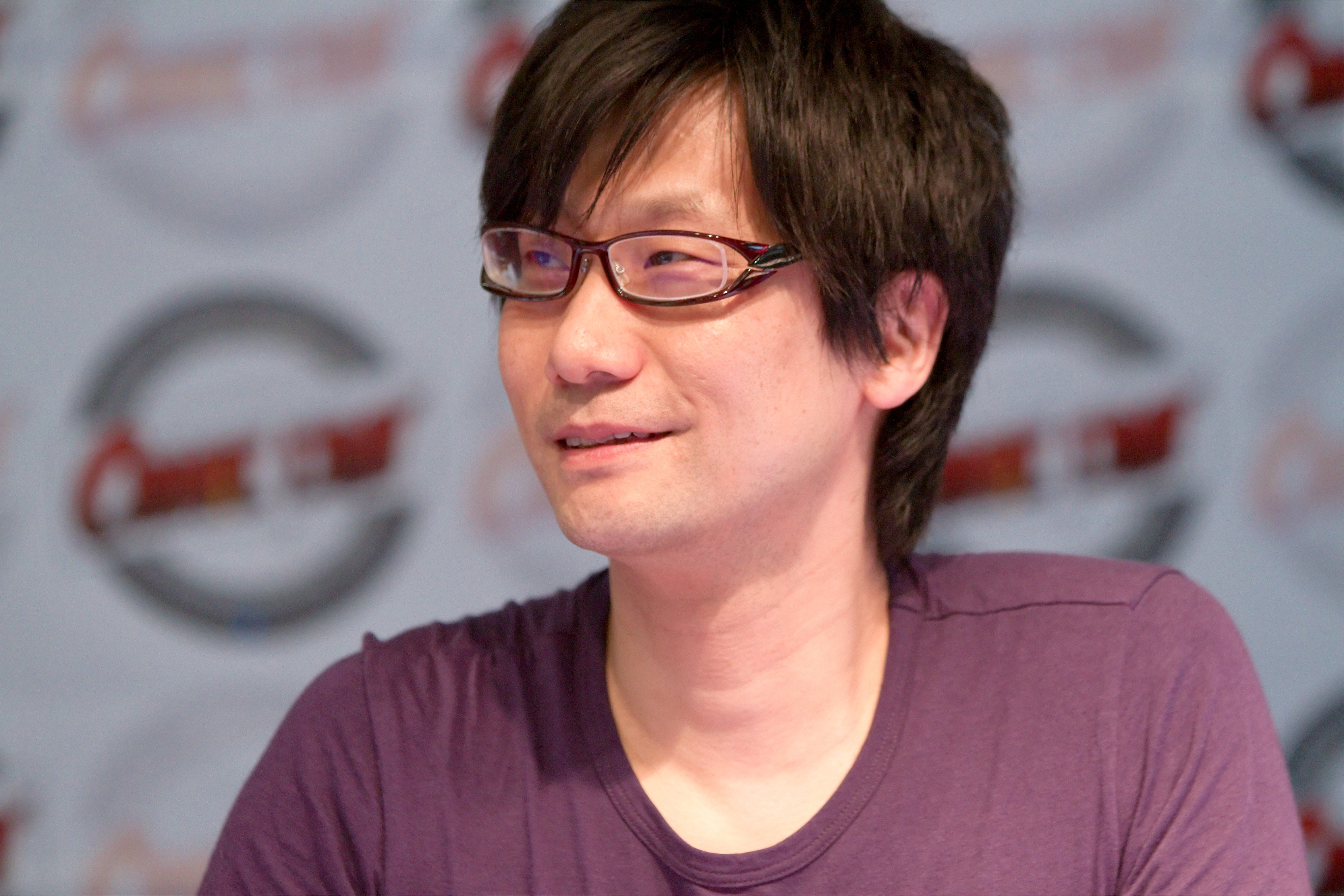
Hideo Kojima, autore di P.T.

Per la realizzazione grafica di P.T., Kojima Productions ha utilizzato il proprio motore grafico Fox Engine. Secondo Hideo Kojima l'idea alla base di P.T. era quella di spaventare i giocatori in un modo unico, oltre a fornire un'esperienza di teaser interattivo invece di pubblicare costantemente trailer e screenshot di Silent Hills. P.T. è stato specificatamente progettato per portare i giocatori a completarlo non prima di almeno una settimana, e Kojima ha pensato agli enigmi di gioco in modo da renderli di proposito difficili – sebbene alcuni giocatori non abbiano mancato di terminare il gioco in poche ore dopo l'uscita, sorprendendo lo stesso Kojima. Secondo i piani la natura misteriosa di P.T. avrebbe dovuto far parte di quella completezza che lo avrebbe reso ancora più spaventoso. Non di meno, poche (e per altro criptiche) informazioni avrebbero dovuto essere fornite nel gioco sugli eventi che si svolgono e gli indizi su come risolvere gli enigmi avrebbero dovuto scarseggiare.
Kojima ha scelto un semplice corridoio come ambientazione principale perché voleva che il teaser influenzasse emotivamente il giocatore, indipendentemente dal proprio background culturale, un corridoio è un ambiente noto e familiare a tutti, al di là della nazionalità. Il game director ha pensato a P.T. unicamente come a un teaser interattivo, senza che avesse una diretta correlazione con Silent Hills, dato anche dal fatto che quest'ultimo avrebbe avuto elementi aggiunti nella sua modalità di gioco rispetto a P.T. Il concetto di horror, utilizzato per il gioco, è stato ispirato da film e altre opere che egli stesso ha trovato terrificanti. Kojima ha necessariamente voluto limitare lo splatter e la violenza grafica eccessiva, ritenendole fin troppo abusate nell'immaginario collettivo, piuttosto volendo cercare di creare suspense e paura in modo più «genuino, premuroso e permeante».
Un utente è stato in grado di hackerare la telecamera di gioco di P.T., rivelando che per la maggior parte del gioco, il modello di Lisa è collocato perennemente alle spalle del giocatore e nascosto alla vista, spiegando quindi le ombre fugaci di Lisa e alcuni degli effetti sonori a lei associati che il giocatore sperimenta durante il gioco. Lo stesso utente ha scoperto che il personaggio del giocatore è modellato su quello di Norman Reedus in tutte le parti del gioco e non solo alla fine e che gran parte del mondo al di fuori delle stanze interne è una mappa incompleta ma dettagliata di Silent Hill.

## Pubblicazione e accoglienza
P.T. è stato originariamente annunciato alla Gamescom 2014 come demo di 1,3 GB correlata ad un misterioso videogioco survival horror ancora sconosciuto. La sua pubblicazione è avvenuta il 12 agosto 2014, sul PlayStation Network. Invece di annunciare formalmente un nuovo gioco della serie Silent Hill, il game director Hideo Kojima decise di ingannare il pubblico e distribuire P.T. come una demo di un gioco creato da una software house inesistente, chiamata appunto 7780s Studio. Nel mese di settembre 2014, Sony ha annunciato durante la conferenza stampa pre-Tokyo Game Show, che P.T. aveva ormai superato il milione di download.
(Patrick Klepek, Kotaku)
P.T. ha raccolto svariati consensi sia dal pubblico che dalla stampa specializzata. Erik Kain di Forbes ha apprezzato il gioco per la sua componente horror e l'ansia che riesce ad indurre, oltre che per la sua riuscita natura di pubblicizzazione di Silent Hills. David Houghton di GamesRadar lo ha elogiato per il suo horror immersivo e ben congegnato, e per come la difficoltà del gioco avesse creato dibattito sul web, ammettendo: «Diffondendosi nel mondo reale, ha forzato i giocatori a trovare soluzioni, seguendo i rumor e le logiche vociferate su Internet, divenendo esso stesso una leggenda metropolitana». Jeffrey Matulef di Eurogamer ha scritto che, grazie alla sua enfasi sul montaggio sonoro, sul design visivo e coreografico e sulle difficili interpretazioni, il gioco riesce nell'essere immersivo e terrificante. Tuttavia, gli enigmi presenti in P.T. hanno ricevuto varie critiche. Patrick Klepek di Kotaku ha bocciato gli enigmi, descrivendoli come «un esercizio di frustrazione». Matthew Reynolds di Digital Spy ha scritto che l'enigma finale era una «fonte di frustrazione» e che non aveva una soluzione chiara. Al contrario, Matulef ha affermato che, sebbene gli enigmi richiedessero intelligenza, hanno anche potenziato la componente horror del gioco, essendo «scomodi» a livello emotivo.
P.T. è stato inserito anche in molte liste dei migliori giochi del 2014. GameSpot ha premiato P.T. come «Il miglior gioco del mese» in agosto 2014. Marty Sliva di IGN ha selezionato P.T. come menzione d'onore nella sua lista dei migliori trailer di videogiochi dell'anno, descrivendolo come «uno dei titoli più interessanti, meravigliosi e terrificanti» che ha giocato in quel periodo. Un altro recensore di IGN, Lucy O'Brien, ha descritto P.T. come «l'esperienza interattiva più spaventosa negli ultimi anni», definendolo il suo personale gioco dell'anno. Il gioco ha anche vinto il premio "Gioco più spaventoso" ai FEAR Awards del sito Bloody Disgusting. Polygon e Slant Magazine hanno inserito P.T. nella lista dei miglior giochi del 2014, rispettivamente al 10º e 8º posto. Klepek di Kotaku ha originariamente inserito il gioco al 1º posto nella lista dei 10 migliori survival horror facilmente reperibili, descrivendo P.T. come «il nuovo re del suo genere»; tuttavia nella lista il gioco venne rimpiazzato da Amnesia: The Dark Descent, quando Silent Hills fu cancellato e P.T. rimosso dal PlayStation Store.

## Retrospettiva

### Tematiche e analisi

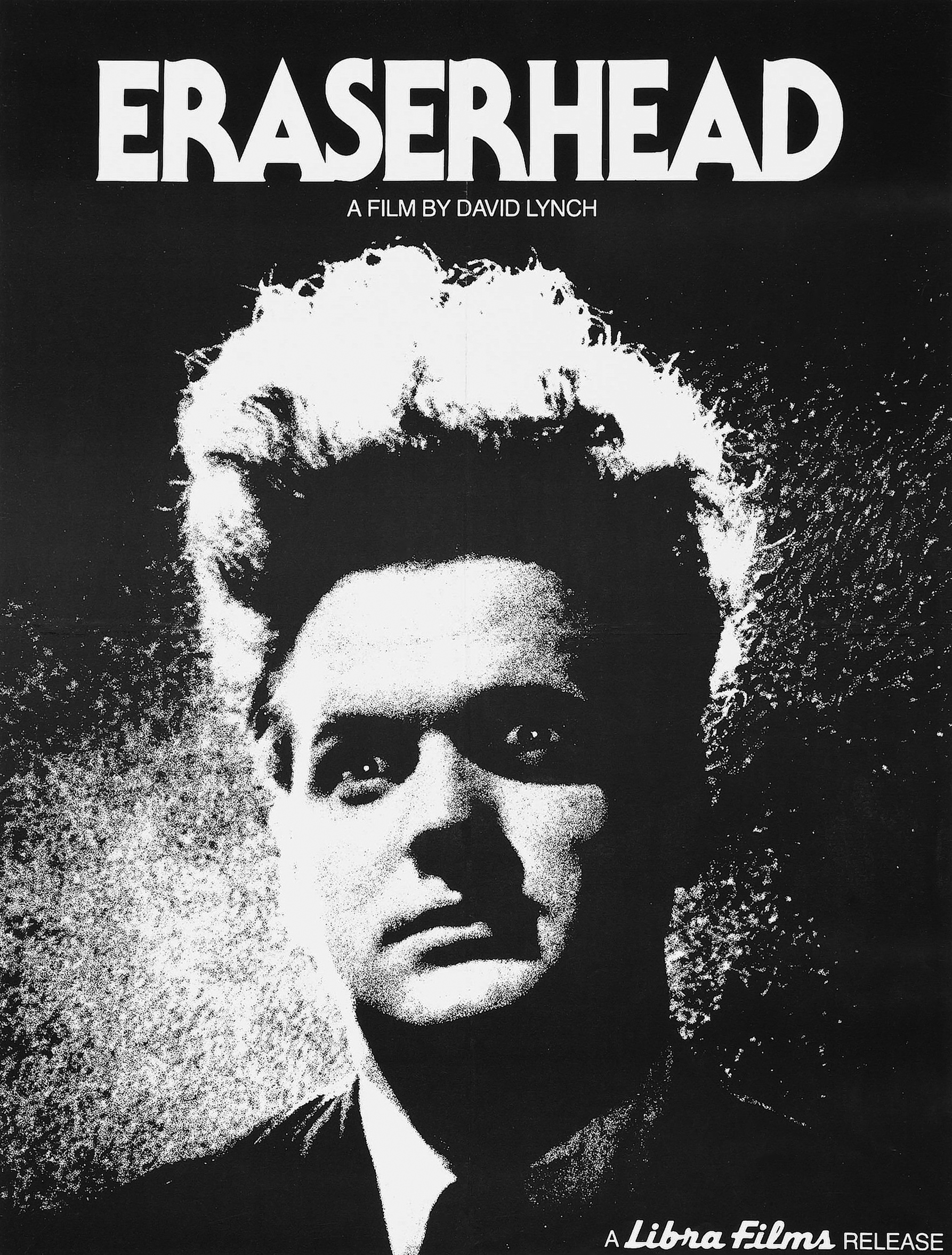
La scena del feto nel lavandino in P.T. è stata paragonata a quella dell'infante deforme in Eraserhead - La mente che cancella di David Lynch

Molti recensori hanno identificato in P.T. diverse tematiche. Secondo Matulef di Eurogamer, il tema principale del gioco è «un continuo stato di angoscia» – o disturbo depressivo – sostenuto dalla natura oscura e confusionaria degli enigmi. Danielle Riendeau di Polygon ha scritto che P.T. utilizza due temi primari legati alla serie Silent Hill: «il senso del trauma familiare e della violenza domestica, oltre che la dualità di un mondo reale e di un mondo figlio dell'incubo». Ha suggerito che P.T. e il film Eraserhead - La mente che cancella di David Lynch hanno in comune le proprie tematiche, culminate poi nell'apparizione del bambino deforme e nel fatto che il protagonista del film passa dalla realtà ad un mondo terrificante.
Il corridoio infinito di P.T. è stato oggetto di forti discussioni. Rob Crossley di GameSpot ha scritto che può indurre una «lieve claustrofobia» ma allo stesso tempo una «familiarità con l'ambiente in cui ci si muove». Ha osservato inoltre che mentre la lunghezza della prima parte del corridoio ha lo scopo di creare tensione, il design della seconda parte impedisce intenzionalmente al giocatore di avere il controllo sulla situazione, causando un forte senso di vulnerabilità. Anche Matulef ha affermato che l'ambiente claustrofobico e ripetitivo visualizzato nel gioco può ipnotizzare il giocatore e trascinarlo verso una sensazione di impotenza. Houghton di GamesRadar ha descritto il corridoio infinito come una «struttura horror senza fine, interattiva e mutevole», affermando: «Quando il corridoio finisce per poi solo ricominciare, vi è un iniziale sollievo seguito poi però da un presagio di come le cose potrebbero, quasi certamente, aggravarsi, viste le apparentemente innumerevoli volte in cui l'ambiente muta la propria forma». Il giornalista riteneva che il gioco capisse come evocare l'orrore facendo leva sulla psicologia – un horror psicologico, appunto. Citando un appassionato, Polygon ha però concordato che il corridoio infinito di P.T. non è solo in grado di generare paura, ma anche «curiosità o desiderio di sapere che cosa sarebbe accaduto proseguendo».
La maggior parte di ciò che è raccontato e descritto in P.T. è aperto all'interpretazione e alla pura speculazione; ciò ha portato il fandom a sviluppare e discutere le teorie sulle origini degli eventi che si verificano nel gioco. Secondo alcuni l'aperta struttura narrativa di P.T. è uno dei suoi aspetti migliori. Inoltre è possibile che, data la natura complessa di P.T., tutti i dettagli e le rivelazioni del gioco possano non essere mai state effettivamente scoperte. Molti hanno notato che il cambio di luci nel gioco non ha un senso chiaro, ed è stato ipotizzato che la radio potrebbe essere uno dei principali motivi che hanno condotto alla furia omicida del padre. La stessa radio accenna poi ad un dramma radiofonico del 1938, che molti appassionati hanno ritenuto essere War of the Worlds, interpretato da Orson Welles; la tematica dell'invasione aliena è infatti ricorrente nella tradizione videoludica della serie Silent Hill, in cui i finali segreti includevano proprio un incontro ravvicinato extraterrestre. Un'altra teoria comunemente discussa riguarda l'identità del personaggio giocante. Il feto, parlando con il personaggio, svela alcuni retroscena sulla sua vita risalenti a dieci mesi prima, dove rivela che l'uomo è egli stesso uno dei protagonisti dei casi di omicidi familiari e che quindi ha ucciso la moglie Lisa e i suoi figli; sebbene alcune ipotesi lascino aperto lo spiraglio che il personaggio giocante avrebbe potuto essere anche il protagonista di Silent Hills, anticipato infatti proprio da P.T.

### Categorizzazione
(Christopher Grant, Polygon)
La categorizzazione stessa di P.T. come opera è discussa: la stampa specializzata è stata divisa nel definirlo come un teaser, un videogioco oppure una demo. Il dibattito sulla questione è proseguito molto a lungo, forte del fatto che molte pubblicazioni hanno concesso a P.T. premi nell'ambito del miglior trailer, mentre altre lo hanno premiato con riconoscimenti come miglior gioco o miglior gioco survival horror.
Ad esempio Marty Sliva di IGN, sebbene abbia inserito il gioco come menzione d'onore tra i migliori trailer, ha preferito comunque definire P.T. come un incrocio tra un film interattivo sperimentale e un videogioco rompicapo. Demo è stato uno dei termini più utilizzati per descrivere la natura del gioco, nonostante, per esempio, GameSpot abbia rifiutato di categorizzarlo come tale. In effetti, benché P.T. sia comunemente noto come demo di Silent Hills, non ci sono prove che avrebbe potuto essere parte di quest'ultimo, ad eccezione del finale che annuncia lo sviluppo del nuovo capitolo della serie. Hideo Kojima in persona, su Twitter, ha spiegato che P.T. non era una demo di Silent Hills e lo ha descritto semplicemente come teaser.
Christopher Grant di Polygon ha invece paragonato P.T. ai cortometraggi Pixar che vengono mostrati prima dei lungometraggi d'animazione Pixar.

## Eredità
Dopo l'annuncio ufficiale della cancellazione di Silent Hills, Konami rese noto che P.T. sarebbe stato rimosso dal PlayStation Network il 29 aprile 2015. Sebbene originariamente il gioco avrebbe dovuto rimanere disponibile al download, per coloro che lo avevano già scaricato, nel maggio 2015 questa possibilità venne stroncata rendendo di fatto P.T. non più reperibile. Tutta questa serie di eventi portò a grosse controversie e critiche da parte di tutta l'industria nei confronti di Konami. Klepek di Kotaku affermò: «Va bene che Konami abbia voluto cancellare Silent Hills. Ma rimuovere anche P.T. è inaccettabile, dal momento che il gioco è ormai divenuto parte della cultura videoludica stessa». Nick Robinson di Polygon ha definito la rimozione di P.T. come «una decisione irresponsabile e da codardi», ammettendo però che la mancata reperibilità contribuisce a renderlo «uno dei titoli più belli e affascinanti nella storia dei videogiochi» . Anche Guillermo del Toro, che avrebbe dovuto co-dirigere Silent Hills assieme a Kojima, è rimasto particolarmente amareggiato dalla cancellazione sia di P.T. che del nuovo capitolo della serie, affermando di aver creduto nel progetto e nel suo successo fin dall'inizio, e si è unito al diffuso scontento degli appassionati e della stampa per le discutibili decisioni di Konami.

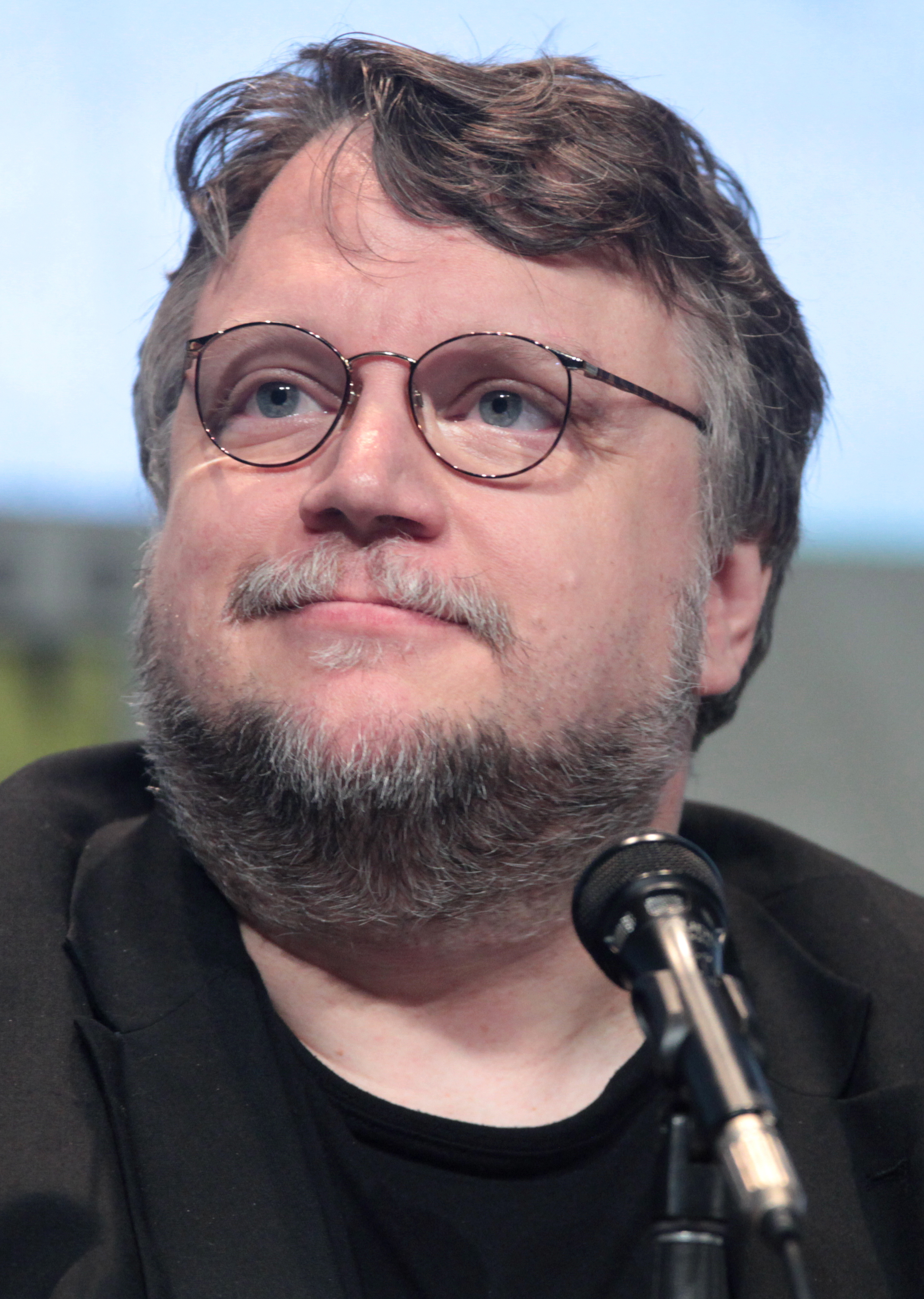
Guillermo del Toro ha compianto molto la cancellazione di P.T. e Silent Hills, non capendone le motivazioni, e ha condannato apertamente Konami sul suo profilo Twitter

A seguito della rimozione completa da PlayStation Network, svariate console PlayStation 4 usate con all'interno P.T. installato e giocabile vennero messe in vendita su eBay al prezzo di oltre 1000 dollari, altre invece furono vendute all'asta, sebbene tali operazioni vennero però annullate dalla piattaforma. Questo fatto è stato paragonato all'emblematico caso della vendita di iPhone sovrapprezzati poiché contenenti il videogioco Flappy Bird dopo che quest'ultimo venne rimosso dall'App Store. Nell'aprile 2016 è stato comunque trovato un metodo alternativo, valido solo per i possessori di un account PlayStation Network attivo che hanno riscattato P.T. prima della rimozione, per poterlo riscaricare su PlayStation 4.
Il 24 ottobre 2014, un utente Xbox di nome Spawn N8NE ha ricreato il gioco sia all'interno che all'esterno, utilizzando Project Spark, intitolato R.T., che gli utenti potevano scaricare e giocare gratuitamente. Tuttavia, il 12 agosto 2016, il gioco non fu più disponibile per il download dopo l'annuncio di Microsoft riguardo alla chiusura dei servizi online di Project Spark.
Il lascito di P.T. ha influenzato anche giochi che sarebbero stati pubblicati negli anni a venire. Il videogioco survival horror in prima persona Allison Road è stato fortemente ispirato da P.T., nondimeno si ambienta in un quartiere del Regno Unito, con un protagonista maschio che, nel corso di cinque notti, cerca di svelare il mistero dietro la scomparsa della sua famiglia. Nella demo di Allison Road inoltre vengono fatti dei chiari riferimenti a frasi contenute in P.T. The Park, uno spin-off del videogioco The Secret World, ha preso molto da P.T., così come anche il survival horror Layers of Fear. L'antagonista di P.T., il fantasma Lisa, ha fatto anche una apparizione in Metal Gear Solid V: The Phantom Pain diretto dallo stesso Kojima.
L'iconico corridoio di P.T. è stato ricreato nel videogioco Minecraft, dotato anche dell'effetto ciclico originale. Molto più elaborato e notevole è stato invece PuniTy, un progetto realizzato da una sola persona con motore grafico Unity nel 2015, scaricabile gratuitamente; nonostante manchi dell'effetto ciclico, il corridoio è però stato riproposto con una fedeltà che lo rende quasi identico all'originale, inclusi i giochi di luce, gli oggetti caratteristici, la presenza del fantasma Lisa e le texture della versione PlayStation 4 esportate grazie alla funzione di screenshot della console.
Nel febbraio 2016 il canale YouTube noto come Oddest of the Odd, ha pubblicato un cortometraggio intitolato Silent Hills P.T. in real life (in italiano: "Silent Hills P.T. nella vita reale"). Il video girato con prospettiva in prima persona attinge a molto del materiale originale di P.T., e mostra un protagonista che si muove in due corsie di un corridoio ciclico. Il cortometraggio è stato definito «incredibile» da IGN, mentre Alexander Pan di GameRant ha definito il video «fedele alle atmosfere e ai contenuti inquietanti del videogioco».
Anche il survival horror Resident Evil 7: Biohazard è stato paragonato a P.T. durante il suo annuncio ufficiale all'Electronic Entertainment Expo 2016, per via soprattutto della sua demo Beginning Hour, oltre che alla prospettiva in prima persona e alla grafica fotorealistica. Benché Capcom abbia negato di aver tratto ispirazione da P.T., lo stesso Hideo Kojima ha affermato di ritenere il contrario, aggiungendo a questo il fatto che Jordan Amaro, uno dei designer guidati da Kojima durante lo sviluppo di P.T., si era aggiunto a Capcom proprio per lavorare su Resident Evil 7.
Il 4 luglio 2018, Qimsar, uno sviluppatore di 17 anni, ricreò il gioco per PC e lo rese disponibile gratuitamente. Il 13 luglio 2018 Konami chiuse il progetto per questioni legali, offrendo tuttavia a Qimsar uno stage per lavorare con i suoi uffici di sviluppo.
Il 4 gennaio 2019, un altro remake di P.T. per PC con supporto VR e controller è stato reso disponibile gratuitamente dallo sviluppatore Radius Gordello. Il remake utilizza l'Unreal Engine e mantiene la maggior parte delle caratteristiche dell'originale, alterando però il finale del gioco per renderlo più facile da raggiungere. Gordello ha però ritirato il gioco dalla sua pagina di download lo stesso mese. Inizialmente, P.T era trasferibile da PlayStation 4 a PlayStation 5, anche se Konami ha impedito tale procedimento nei successivi aggiornamenti di sistema. Il 30 maggio 2020 un utente ha caricato una mod su Steam Workshop che simula una ricreazione del gioco in Half-Life: Alyx.